# Forcipomyia triclotae
Forcipomyia triclotae är en tvåvingeart som beskrevs av Clastrier och Delecolle 1991. Forcipomyia triclotae ingår i släktet Forcipomyia och familjen svidknott.
Artens utbredningsområde är Nya Kaledonien. Inga underarter finns listade i Catalogue of Life.